# Kreis Tilsit-Ragnit
| Kreis Tilsit-Ragnit | Kreis Tilsit-Ragnit     |
| ------------------- | ----------------------- |
| Preußische Provinz  | Ostpreußen              |
| Regierungsbezirk    | Gumbinnen               |
| Kreisstadt          | Tilsit                  |
| Fläche              | 1.100 km² (1925)        |
| Einwohner           | 57.405 (1925)           |
| Bevölkerungsdichte  | 52 Einwohner/km² (1925) |

Der Kreis Tilsit-Ragnit war von 1922 bis 1945 ein preußischer Landkreis im Regierungsbezirk Gumbinnen in Ostpreußen. Sitz der Kreisverwaltung war im kreisfreien Tilsit. 1925 besaß der Kreis eine Fläche von 1.100 km² und 57.405 Einwohner.

## Verwaltungsgeschichte

Der Kreis Tilsit-Ragnit vor dem Zweiten Weltkrieg

Am 10. Januar 1920 trat der Friedensvertrag von Versailles in Kraft. Dadurch wurden die nördlich der Memel gelegenen Teile des Kreises Ragnit und des Landkreises Tilsit an das Memelgebiet abgetreten. Aus ihnen entstand der neue Kreis Pogegen als Verwaltungseinheit im Memelgebiet bzw. ab 1923 in Litauen. Am 25. März 1920 wurde die Verwaltung des Restkreises Tilsit südlich der Memel auf den Landrat in Ragnit übertragen.
Am 1. Juli 1922 wurden die zerschnittenen Kreise südlich der Memel neu organisiert. Die Landgemeinden Dwischaken, Kaltecken, Kalwen, Moritzkehmen, Schillgallen b. Tilsit und Senteinen sowie der Gutsbezirk Paszelgsten aus dem Landkreis Tilsit wurden in den Stadtkreis Tilsit eingemeindet. Die übrigen im Deutschen Reich verbliebenen Gebiete des Landkreises Tilsit und des Kreises Ragnit wurden mit den Landgemeinden Alloningken, Gaidwethen, Groß Brettschneidern, Groß Dummen, Groß Ischdaggen, Groß Wingsnupönen, Kattenuppen, Kaukwethen, Kaukweth-Kludszen, Kellmienen, Klein Brettschneidern, Klein Dummen, Krauleiden, Kühlen, Papuschienen, Puskeppeln, Sandlauken, Schillkojen, Seikwethen, Skardupönen, Skroblienen und Smaledumen sowie den Gutsbezirken Birkenwalde, Blausden und Pauperischken des Kreises Niederung zu einem neuen Kreis Tilsit-Ragnit zusammengefasst. Kreissitz wurde die Stadt Tilsit. Dementsprechend wurde am 15./16. August 1922 das Landratsamt des neuen Großkreises von Ragnit nach Tilsit verlegt.
Am 27. März 1924 wurden die Gutsbezirke Laukändter Wüstenei und Forst Schnecken aus dem Kreis in die Stadt Tilsit eingemeindet. Am 30. September 1928 fand im Kreisgebiet entsprechend der Entwicklung im übrigen Freistaat Preußen eine Gebietsreform statt, bei der nahezu alle Gutsbezirke aufgelöst und benachbarten Landgemeinden zugeteilt wurden. Zum gleichen Zeitpunkt wechselte der Gutsbezirk Sziedlauken in den Landkreis Insterburg.
Nachdem Litauen auf Druck des NS-Regimes im März 1939 das Memelgebiet an das Deutsche Reich abgetreten hatte, wurde am 1. Oktober 1939 der Hauptteil des Kreises Pogegen, darunter die Gemeinden Baltupönen, Kerkutwethen, Laugßargen, Lompönen, Pogegen, Robkojen, Schmalleningken, Schreitlaugken, Willkischken und Wischwill in den Kreis Tilsit-Ragnit eingegliedert. Die Bevölkerung des Kreises wuchs dadurch auf mehr als 84.000 Einwohner.
Im Winter 1944/45 wurde die Bevölkerung evakuiert, die deutsche Verwaltungstätigkeit endete. Das Kreisgebiet wurde durch die Rote Armee besetzt und danach Teil der Sowjetunion.

## Einwohnerentwicklung
| Einwohner     | 1925   | 1933   | 1939/I | 1939/II |
| ------------- | ------ | ------ | ------ | ------- |
| Tilsit-Ragnit | 57.405 | 57.454 | 56.084 | 84.723  |

## Landräte
- 1922–193300Bernhard Penner
- 1933–194100Friedrich Brix[2]
- 1943–194500Roderich Walther

## Kommunalverfassung
Der Kreise gliederte sich in die Stadt Ragnit, in Landgemeinden und – bis zu deren nahezu vollständigem Wegfall – in Gutsbezirke. Mit Einführung des preußischen Gemeindeverfassungsgesetzes vom 15. Dezember 1933 gab es ab dem 1. Januar 1934 eine einheitliche Kommunalverfassung für alle Gemeinden. Mit Einführung der Deutschen Gemeindeordnung vom 30. Januar 1935 trat zum 1. April 1935 die im Deutschen Reich gültige Kommunalverfassung in Kraft, wonach die bisherigen Landgemeinden nun als Gemeinden bezeichnet wurden. Diese waren in Amtsbezirken zusammengefasst. Eine neue Kreisverfassung wurde nicht mehr geschaffen; es galt weiterhin die Kreisordnung für die Provinzen Ost- und Westpreußen, Brandenburg, Pommern, Schlesien und Sachsen vom 19. März 1881.

## Gemeinden
Der Kreis Tilsit-Ragnit umfasste am 1. Januar 1938 die Stadt Ragnit und 274 Landgemeinden:
- Abschruten, Ksp. Budwethen
- Abschruten, Ksp. Kraupischken
- Achtfelde
- Ackerbach
- Adelshof
- Alloningken
- Alt Krauleidszen
- Alt Lubönen
- Alt Weynothen
- Alt Wingeruppen
- Alt Wischteggen
- Anstippen
- Argenfelde
- Argeningken-Graudszen
- Aschen
- Audeaten
- Augsgirren, Ksp. Kraupischken
- Babillen
- Balandszen
- Ballupönen
- Baltruschatschen
- Bambe
- Bartken
- Bartukeiten
- Bendiglauken
- Bergenthal
- Birjohlen
- Birkenfelde
- Birkenhain
- Birkenwalde
- Blendienen
- Blindupönen
- Bludischken
- Boyken
- Brandenhof
- Brettschneidern
- Brohnen
- Bruiszen
- Bublauken
- Budeningken
- Budeningken
- Budupönen B
- Budupönen J
- Budwethen
- Buttkuhnen
- Czuppen
- Dirsen
- Duden
- Dundeln
- Eggleningken
- Eichendorf
- Eichenhorst
- Eigarren
- Eromeiten
- Fichtenberg
- Fichtenwalde
- Finkental
- Gaidszen
- Gaidwethen
- Gaistauden
- Galbrasten
- Gerskullen
- Giewerlauken
- Giggarn
- Giggarn-Skerswethen
- Gindwillen
- Girrehnen
- Girschunen
- Groosten
- Groß Ischdaggen
- Groß Kindschen
- Groß Kummeln
- Groß Lenkeningken
- Groß Ostwalde
- Groß Perbangen
- Groß Pillkallen
- Groß Puskeppeln
- Groß Schillehlen
- Groß Wabbeln
- Groß Wingsnupönen
- Grünau
- Grüntal
- Guddaschen
- Gudgallen
- Gudszen
- Gurbischken
- Hartigsberg
- Ickschen
- Ihlauszen
- Jägerfeld
- Jägerischken
- Jägerkrug
- Jestwethen
- Jonienen
- Jucknaten
- Juckstein
- Jurgaitschen
- Jurken
- Kaiserau
- Kallehnen
- Kallwellen
- Karlshof
- Karohnen
- Karteningken
- Kaschelen
- Kaukerwethen
- Kauschen
- Kellmienen
- Kermuscheiten
- Ketturrecken
- Kiauschälen
- Kindschen
- Klapaten
- Klein Kackschen
- Klein Kummeln
- Klein Lenkeningken
- Klein Ostwalde
- Klein Perbangen
- Klein Schillehlen
- Klein Skaisgirren
- Klein Wabbeln
- Klipschen-Rödszen
- Königshuld I
- Königshuld II
- Krauleiden
- Krauleidszen
- Kraupischkehmen
- Kraupischken
- Krebschen
- Kubillehnen
- Kühlen
- Kullminnen
- Kuttkuhnen
- Laskowethen
- Laugallen, Ksp. Jurgaitschen
- Laugallen, Ksp. Kraupischken
- Laugallen, Ksp. Rautenberg
- Laukandten
- Lengwethen
- Lenkonischken
- Lepalothen, Ksp. Budwethen
- Lepalothen, Ksp. Ragnit
- Lepalothen, Ksp. Szillen
- Lesgewangminnen
- Lieparten
- Lindenthal
- Lindicken, Ksp. Budwethen
- Lobellen
- Maruhnen
- Maßwillen
- Mattischken
- Meldienen
- Moulienen
- Naujeningken, Ksp. Budwethen
- Nestonwethen
- Nettschunen
- Neu Argeningken
- Neu Krauleidszen
- Neu Lubönen
- Neu Moritzlauken
- Neu Weynothen
- Neu Wischteggen
- Neudorf
- Neuhof
- Norwilkischken
- Nurnischken
- Ober Eißeln
- Opehlischken
- Oschnaggern
- Ostwethen
- Paballen
- Pabuduppen
- Pakullen
- Palentienen
- Pallmohnen
- Pamletten
- Papuschienen
- Papuschienen Ksp Jur
- Paskallwen
- Paszleidszen
- Paszuiszen
- Patilszen
- Pellehnen
- Petratschen, Ksp. Ragnit
- Petratschen, Ksp. Szillen
- Pieraggen
- Plauschinnen
- Pleinlauken
- Plimballen
- Podszuhnen
- Pokraken
- Popelken
- Pötischken
- Pötkallen
- Pröwoiszen
- Preußwalde
- Pucknen
- Radischen
- Ragnit, Stadt
- Raudonatschen
- Raudszen
- Raukothienen
- Rautenberg
- Reisterbruch
- Retheney
- Rucken
- Ruddecken
- Sakalehnen
- Sackeln
- Salleningken
- Sandlauken
- Sassupönen
- Sauerwalde
- Schacken-Jedwillen
- Schanzenkrug
- Scharken
- Schattlauken
- Schaulwethen
- Scheidischken
- Schillehnen
- Schillen
- Schilleningken
- Schillkojen
- Schillupischken
- Schlekaiten
- Schunwillen
- Schuppinnen
- Schwirblienen
- Seikwethen
- Skambracken
- Skardupönen
- Skattegirren
- Skeppetschen
- Skroblienen
- Sobersken
- Sommerau
- Spirginnen
- Staggen
- Stannen
- Steireggen
- Stepponaten
- Suttkehmen
- Szurellen
- Taurothenen
- Thalszenten
- Thorunen
- Tilszenehlen
- Titschken
- Trakeningken b. Tilsit
- Trappönen
- Turken
- Tussainen
- Unter Eißeln
- Urbanteiten
- Ussainen
- Uszberszen
- Uszelxnen
- Waldau
- Wallullen
- Warnen
- Waszeningken
- Wedereitischken
- Weedern H
- Wersmeningken
- Werxnupönen
- Wiesenfeld
- Wilkerischken
- Willmantienen
- Wingeruppen
- Wingschnienen
- Wiswainen
- Wittgirren
- Wittschunen
- Worreningken
- Woydehnen

Daneben bestanden im Kreis noch die drei gemeindefreien Gutsbezirke Forst Trappönen, Remonteamt Gudgallen und Remontedepot Neuhof-Ragnit.
Nach der Gebietserweiterung im Oktober 1939 umfasste der Kreis neben der Stadt Ragnit 329 Landgemeinden und fünf Gutsbezirke.

## Eingemeindungen
- Alexen, am 1. Januar 1931 zu Sobersken
- Alt Eggleningken, am 1. Juli 1929 zu Eggleninken
- Alt Jägerischken, am 1. April 1930 zu Jägerischken
- Alt Moritzlauken, am 1. Januar 1930 zu Birkenfelde
- Alt Stonupönen, am 1. Juli 1929 zu Kuttkuhnen
- Antagminehlen, am 30. September 1928 zu Rautenberg
- Antskrebben, am 1. Januar 1930 zu Grünau
- Augskallen, am 1. Juli 1929 zu Pabuduppen
- Barsden, am 1. Oktober 1929 zu Kraudleiszen
- Bartukeiten, am 1. Oktober 1938 zu Pamletten
- Beinigkehmen, am 1. Juli 1929 zu Gerskullen
- Bejehnen, am 1. Juli 1929 zu Pabuduppen
- Bludischken, am 1. April 1938 zu Weidenberg
- Brandwethen, am 1. Juli 1930 zu Naujeninken
- Dannenberg, am 1. Januar 1929 zu Waldau
- Dejehnen, am 1. Juli 1929 zu Paballen
- Dilben, am 30. September 1928 zu Lindicken
- Dirwehlen, am 1. Januar 1931 zu Schillehnen
- Dorlauken, am 1. Januar 1931 zu Ragnit
- Errehlen, am 1. Oktober 1929 zu Sakalehnen
- Friedrichswalde, am 30. September 1928 zu Rautenberg
- Gettkandten, am 30. September 1928 zu Pallmohnen
- Gettschen, am 1. Juli 1929 zu Radischen
- Graudszen, am 10. Oktober 1929 zu Kraupischkehmen
- Groß Ballupönen, am 30. September 1928 Ballupönen
- Groß Brettschneidern, am 1. Januar 1929 zu Brettschneidern
- Groß Oschkinnen, am 1. Januar 1931 zu Lieparten
- Groß Ostwalde, am 1. April 1939 zu Ostwalde
- Groß Skattegirren, am 17. Oktober 1928 zu Skattegirren
- Hochau, am 1. Oktober 1939 zu Willmannsdorf
- Hochmooren (Ihlauszen), am 1. Oktober 1938 zu Schillen
- Jautelischken, am 30. September 1928 zu Tussainen
- Jodszehmen, am 1. Oktober 1932 zu Stannen
- Juckstein, am 30. September 1928 Kraupischken
- Kapotschen, am 30. September 1928 zu Karlshof
- Kartzauningken, am 1. Januar 1932 zu Fichtenwalde
- Kattenuppen, am 1. April 1931 zu Krauleiden
- Kaukerwethen, am 1. April 1938 zu Weidenberg
- Kaukweth-Kludßen, am 1. Juli 1929 zu Alloningken
- Klein Ballupönen, am 30. September 1928 Ballupönen
- Klein Brettschneidern, am 1. Januar 1929 zu Brettschneidern
- Klein Kackschen, am 1. April 1938 zu Birkenhain
- Klein Oschkinnen, am 1. April 1930 zu Jurgaitschen
- Klein Ostwalde, am 1. April 1939 zu Ostwalde
- Klein Skattegirren, am 17. Oktober 1928 zu Skattegirren
- Kluickschwethen, am 1. Januar 1931 zu Neuhof
- Köllmisch Kackschen, am 1. Oktober 1929 zu Groß Puskeppeln
- Krauleidehlen, am 30. September 1928 zu Sauerwalde
- Kummutschen, am 30. September 1928 zu Wiesenfeld
- Kurstwethen, am 1. Oktober 1929 zu Blendienen
- Larischhofen (Ussainen), am 1. Oktober 1938 zu Schillen
- Materningken, am 1. Juli 1934 zu Kauschen
- Mikehnen, am 1. Januar 1929 zu Waldau
- Nettelhorst (Gurbischken), am 1. Oktober 1938 zu Schillen
- Neu Eggleningken, am 1. Juli 1929 zu Eggleninken
- Neu Jägerischken, am 1. April 1930 zu Jägerischken
- Perkuhnen, am 30. September 1928 zu Sauerwalde
- Poplienen, am 30. September 1928 zu Königshuld I
- Puppen, am 1. Oktober 1929 zu Oschnaggern
- Rethen, am 1. Oktober 1938 zu Finkental
- Sallingen (Salleningken), am 1. Oktober 1939 zu Insterweide
- Schaudinnen, am 30. September 1928 zu Groß Kindschen
- Schernen, am 1. Januar 1933 zu Lengwethen
- Schillgallen-Kauschen, am 1. Januar 1932 zu Fichtenwalde
- Schönwiese, am 1. April 1931 zu Bergenthal
- Schuppinnen, Ksp. Kraupischken, am 1. April 1931 zu Bergenthal
- Skrebben, am 1. Januar 1930 zu Grünau
- Skrusden, am 1. Januar 1931 zu Sassupönen
- Szwirpeln, am 1. Juli 1931 zu Klein Wabbeln
- Treibgirren, am 15. November 1928 zu Budupönen-Uthelen
- Trumpaten, am 30. September 1928 zu Pellehnen
- Tutteln, am 1. Januar 1929 zu Kauschen
- Weedern, Ksp. Wedereitischken, am 1. Januar 1929 zu Waldau
- Wilkawischken, am 1. Juli 1931 zu Anstippen
- Wittgirren-Stannen, am 1. Oktober 1932 zu Stannen

## Ortsnamen
1938 fanden umfangreiche Änderungen von Ortsnamen statt; vereinzelt auch schon in den Jahren davor. Das waren, da meist „nicht deutsch genug“, lautliche Angleichungen, Übersetzungen oder freie Erfindungen:
- Abschruten, Kirchspiel Budwethen → Schroten
- Abschruten, Ksp. Kraupischken → Steinflur
- Alloningken → Allingen
- Alt Krauleidszen → Hohenflur
- Alt Lubönen → Friedenswalde
- Alt Weynothen → Weinoten
- Alt Wingeruppen → Windungen
- Alt Wischteggen → Altweiden
- Anstippen → Ansten
- Argeningken-Graudszen → Argenhof
- Aschmoweitkuhnen → Achtfelde (1933)
- Aszen → Aschen (1936)
- Augsgirren, Ksp. Kraupischken → Sassenhöhe
- Augskallen → Güldenflur
- Babillen → Billen
- Balandszen → Ballanden
- Ballupönen → Löffkeshof
- Baltruschatschen → Balzershöfen
- Bambe → Heidenanger
- Barachelen → Brachfeld
- Bartukeiten → Bartenhöh
- Beinigkehmen → Beiningen
- Bendiglauken → Bendigsfelde
- Birjohlen → Birgen
- Blausden → Blauden
- Blindupönen → Weidenfließ
- Bruiszen → Lindenhorst
- Bublauken → Argenfurt
- Budeningken → Budingen
- Budeningken → Langenflur
- Budupönen B → Hüttenfelde
- Budupönen J → Freihöfen
- Budupönen-Uthelen → Hartigsberg (1931)
- Budwethen → Altenkirch
- Buttkuhnen → Tilsental
- Czibirben → Sommerau (1928)
- Czuppen → Schuppen
- Dejehnen → Dehnen
- Dirwehlen → Wehlen
- Dirwonuppen → Ackerbach (1935)
- Dwischaken → Teichort
- Eggleningken → Lindengarten
- Eigarren → Kernhall
- Eromeiten → Ehrenfelde
- Errehlen → Rehlen
- Eszerningken → Wiesenfeld (1928)
- Gaidszen → Drosselbruch
- Gaidwethen → Geidingen
- Galbrasten → Dreifurt
- Gerskullen → Gerslinden
- Giewerlauken → Hirschflur
- Giggarn → Girren
- Giggarn-Skerswethen → Garnen
- Girrehnen → Güldengrund
- Groß Dummen → Groß Ostwalde (1928)
- Groß Ischdaggen → Großroden
- Groß Kackschen → Birkenhain (1936)
- Groß Kummeln → Großkummen
- Groß Lenkeningken → Großlenkenau
- Groß Pillkallen → Kallenfeld
- Groß Puskeppeln → Keppen
- Groß Schillehlen → Großschollen
- Groß Skaisgirren → Großschirren
- Groß Wabbeln → Winterlinden
- Groß Wingsnupönen → Großwingen
- Guddaschen → Freienfelde
- Gudgallen → Großfelde
- Remonteamt Gudgallen → Damnitzhof
- Gudszen → Insterbergen
- Gurbischken → Nettelhorst
- Ickschen → Bergdorf
- Ihlauszen → Hochmooren
- Jägerischken → Jägershof
- Jestwethen → Jesten
- Jonienen → Tilsenau
- Jucknaten → Fuchshöhe
- Jurgaitschen → Königskirch
- Kallwellen → Torffelde
- Kampinnischken → Schanzenkrug (1928)
- Kamschen → Audeaten (1928)
- Kamschen 28 Audeaten → Freiendorf
- Karalkehmen → Lindenthal (1928)
- Karteningken → Kartingen
- Kartzauningken → Fichtenwalde
- Kaschelen → Kasseln
- Kellmienen → Kellen
- Kermuscheiten → Kermen
- Kerstupönen → Pleinlauken (1928)
- Ketturrecken → Kettingen
- Kiauschälen → Kleinmark
- Klapaten → Angerwiese
- Klein Dummen → Klein Ostwalde (1928)
- Klein Kackschen → Kleinbirkenhain
- Klein Kummeln → Kleinkummen
- Klein Lenkeningken → Kleinlenkenau
- Klein Puskeppeln → Budupönen B (1928)
- Klein Puskeppeln → Budupönen B (1928)
- Klein Schillehlen → Kleinschollen
- Klein Skaisgirren → Lichtenrode
- Klein Wabbeln → Wabbeln
- Klipschen-Rödszen → Klipschen
- Kragelischken → Kragelingen
- Krauleiden → Krauden
- Krauleidszen → Erlenfeld
- Kraupischkehmen → Insterhöh
- Kraupischken → Breitenstein
- Krebschen → Eichbaum
- Kropien → Ussainen (1928)
- Kubillehnen → Kuben
- Kullminnen → Kulmen
- Kuttkuhnen → Kuttenhof
- Laskowethen → Lassen
- Laugallen, Ksp. Jurgaitschen → Martinsrode
- Laugallen, Ksp. Kraupischken → Insterweide
- Laugallen, Ksp. Rautenberg → Kleehausen
- Laukandten → Waldeneck
- Lengwethen → Hohensalzburg
- Lenkonischken → Großschenkendorf
- Lepalothen, Ksp. Budwethen → Lindenweiler
- Lepalothen, Ksp. Ragnit → Loten
- Lepalothen, Ksp. Szillen → Siebenkirchberg
- Lesgewangminnen → Lesgewangen
- Maruhnen → Marunen
- Mattischken → Klingsporn
- Mösen → Kleinhartigsberg
- Moulienen → Moulinen
- Naudwarrischken → Adelshof (1931)
- Naujeningken, Ksp. Budwethen → Neusiedel
- Nestonwethen → Nesten
- Nettschunen → Dammfelde
- Neu Argeningken → Argenbrück
- Neu Krauleidszen → Sammelhofen
- Neu Lubönen → Memelwalde
- Neu Moritzlauken → Moritzfelde
- Neu Weynothen → Preußenhof
- Neu Wischteggen → Henndorf
- Norwilkischken → Argenflur
- Nurnischken → Dreisiedel
- Ober Eißeln → Obereißeln
- Opehlischken → Opeln
- Oschnaggern → Aggern
- Ostwethen → Ostfelde
- Paballen → Werfen
- Pabuduppen → Finkenhagen
- Padaggen → Brandenhof1933
- Pakullen → Fuchshausen
- Palentienen → Palen
- Pallmohnen → Burental
- Papuschienen → Buschdorf
- Papuschienen Ksp Jur → Paschen
- Paskallwen → Schalau
- Paszleidszen → Paßleiden
- Paszuiszen → Altengraben
- Patilszen → Tilsen
- Pellehnen → Dreidorf
- Petratschen, Ksp. Ragnit → Petersfelde
- Petratschen, Ksp. Szillen → Petersmoor
- Petroschken → Weedern L (1928)
- Pieraggen → Berghang
- Plauschinnen → Plaunen
- Pleinlauken → Insterbrück
- Plimballen → Grünweiden
- Podszuhnen → Eichenheim
- Pokraken → Weidenau
- Popelken → Bruchfelde
- Pötischken → Flachdorf
- Pötkallen → Pötken
- Pröwoiszen → Pröschen
- Prusgirren → Preußwalde (1932)
- Puskeppeln → Argenfelde (1929)
- Radischen → Radingen
- Raudonatschen → Kattenhof
- Raudszen → Rautengrund
- Raukothienen → Rauken
- Retheney → Rethen
- Sakalehnen → Falkenort
- Salleningken → Sallingen
- Salleningken → Sallingen
- Sandlauken → Sandfelde
- Sassupönen → Sassenau
- Schacken-Jedwillen → Feldhöhe
- Schattlauken → Schattenau
- Schaulwethen → Lichtenhöhe
- Scheidischken → Scheiden
- Schillehnen → Waldheide
- Schilleningken → Hegehof
- Schillkojen → Auerfließ
- Schillupischken → Fichtenfließ
- Schlekaiten → Schlecken
- Schunwillen → Argenau
- Schuppinnen, Ksp. Ragnit → Schuppenau
- Schwirblienen → Mühlenhöh
- Seikwethen → Ulmental
- Skambracken → Brakenau
- Skardupönen → Scharden
- Skattegirren → Groschenweide
- Skeppetschen → Ellerngrund
- Skrebudicken → Finkental (1936)
- Skroblienen → Waldreuten
- Smaledumen → Fichtenberg (1935)
- Sobersken → Bersken
- Spirginnen → Hasenflur
- Stepponaten → Steffenshof
- Suttkehmen → Mühlpfordt
- Sziebarten → Meldienen (1928)
- Szillen → Schillen (1936)
- Szurellen → Schurfelde
- Taurothenen → Tauern
- Thalszenten → Grünhöhe
- Tilszenehlen → Quellgründen
- Titschken → Tischken
- Trakeningken bei Tilsit → Hochau
- Trappönen → Trappen
- Unter Eißeln → Untereißeln
- Urbanteiten → Urbanshof
- Ussainen → Larischhofen
- Uszberszen → Birkenweide
- Uszelxnen → Erlenbruch
- Uszlauszen → Eichenhorst (1932)
- Wallullen → Wallenfelde
- Waszeningken → Waschingen
- Wedereitischken → Sandkirchen
- Weedern L → Weedern H
- Welnabalis → Jägerfeld (1927)
- Wersmeningken → Angerbrunn
- Werxnupönen → Langenort
- Wilkerischken → Wilkenau
- Willmantienen → Willmannsdorf
- Wingeruppen → Bruchhof
- Wingschnienen → Ostmoor
- Wiswainen → Birkenstein
- Wittgirren → Berginswalde
- Wittschunen → Wittenhöhe
- Worreningken → Woringen
- Woydehnen → Wodehnen